# Cassius Dio (Konsul 291)
Cassius Dio war ein römischer Senator, der am Ende des 3. Jahrhunderts n. Chr. lebte.
Cassius Dio war vermutlich ein Nachkomme (vielleicht Enkel oder Urenkel) des Historikers Cassius Dio, dessen Familie aus Nikaia in Bithynien stammte. Cassius Dio war im Jahr 291 zusammen mit Gaius Iunius Tiberianus ordentlicher Konsul. Danach ging er als Prokonsul in die Provinz Africa, die er wahrscheinlich von Juli 294 bis Juli 295 verwaltete. Den Abschluss seiner Laufbahn bildete die Stadtpräfektur von Rom (296–297).
Cassius Dio steht auf einer Inschrift aus Rom als Sechster in einer Liste von Senatoren, von denen jeder 400.000 Sesterzen trug, wahrscheinlich für die Kosten eines Gebäudes.